# Liste der Abgeordneten im Kommunallandtag der Hohenzollernschen Lande 1874–1879
Diese Liste nennt die Abgeordneten im Kommunallandtag der Hohenzollernschen Lande in der ersten Wahlperiode 1874–1879.

## Zusammensetzung
Der Fürst von Hohenzollern, Karl Anton von Hohenzollern hatte eine Virilstimme, eine weitere Stimme hatten die Fürsten von Fürstenberg, Karl Egon III. zu Fürstenberg und Thurn und Taxis, Maximilian Maria von Thurn und Taxis gemeinsam. Die Fürsten konnten sich im Kommunallandtag vertreten lassen und machten dies auch. Jeweils ein Abgeordneter wurde durch die Stadträte der Städte Sigmaringen und Hechingen gewählt. Je drei Abgeordnete wählten die Amtsversammlungen der vier Oberämter Sigmaringen, Hechingen, Gammertingen und Haigerloch.

## Liste
| Abgeordneter                                 | Beruf                                                   | Wahlkörper                                    | Mandatsdauer |
| -------------------------------------------- | ------------------------------------------------------- | --------------------------------------------- | ------------ |
| Wilhelm Diez                                 | Fürstlich Hohenzollernscher Hofkammerrat, Sigmaringen   | Fürstenhaus Hohenzollern                      | 1874–1877    |
| Ludwig Carl August von Godin                 | Fürstlich Hohenzollernscher Hofkammerrat, Sigmaringen   | Fürstenhaus Hohenzollern                      | 1877–1877    |
| Wilhelm Konanz                               | Fürstlich Fürstenbergischer Forstverwalter, Thiergarten | Fürstenhäuser Fürstenberg und Thurn und Taxis | 1874–1879    |
| Josef Alois Grassl                           | Fürstlich Fürstenbergischer Rentmeister, Trochtelfingen | Fürstenhäuser Fürstenberg und Thurn und Taxis | 1877–1879    |
| August Alexander Evelt                       | Kreisgerichtsdirektor, Hechingen                        | Stadt Hechingen                               | 1874–1879    |
| Karl Baur                                    | Stadtschultheiß, Hechingen                              | Stadt Hechingen                               | 1879–1879    |
| Julius Cramer                                | Kreisrichter, Hechingen                                 | Stadt Sigmaringen                             | 1874–1876    |
| Melchers                                     | Kreisgerichtsrat, Sigmaringen                           | Stadt Sigmaringen                             | 1876–1879    |
| Josef Alois Gulde                            | Bürgermeister, Langenslingen                            | Oberamt Sigmaringen                           | 1874–1879    |
| Fidelis Graf                                 | Amtsgerichtsrat, Wald                                   | Oberamt Sigmaringen                           | 1874–1876    |
| Johann Schanz                                | Departementstierarzt, Sigmaringen                       | Oberamt Sigmaringen                           | 1874–1879    |
| Leopold Kerle                                | Bürgermeister, Ostrach                                  | Oberamt Sigmaringen                           | 1877–1879    |
| Markus Keßler                                | Stadtbürgermeister, Sigmaringen                         | Oberamt Sigmaringen                           | 1879–1879    |
| Adolf Gustav Freiherr Frank von Fürstenwerth | Oberamtmann, Hechingen                                  | Oberamt Hechingen                             | 1874–1877    |
| Fridolin Löffler                             | Lehrer, Boll                                            | Oberamt Hechingen                             | 1874–1879    |
| Anton Göckel                                 | Sonnenwirt, Gauselfingen                                | Oberamt Hechingen                             | 1874–1879    |
| Roman Haug                                   | Vogt, Grosselfingen                                     | Oberamt Hechingen                             | 1877–1879    |
| Theodor Schmid                               | Posthalter, Gammertingen                                | Oberamt Gammertingen                          | 1874–1879    |
| Biermann                                     | Kreisrichter, Gammertingen                              | Oberamt Gammertingen                          | 1874–1876    |
| Josef Koch                                   | Bürgermeister, Benzingen                                | Oberamt Gammertingen                          | 1874–1879    |
| Otto von Westhoven                           | Oberamtmann, Gammertingen                               | Oberamt Gammertingen                          | 1877–1879    |
| Sebastian Emele                              | Oberamtmann, Haigerloch                                 | Oberamt Haigerloch                            | 1874–1879    |
| Pfister                                      | Kreisrichter, Haigerloch                                | Oberamt Haigerloch                            | 1874–1876    |
| Fidel Münzer                                 | Lehrer, Gruol                                           | Oberamt Haigerloch                            | 1874–1879    |
| Johann Baiker                                | Bürgermeister, Empfingen                                | Oberamt Haigerloch                            | 1877–1879    |

## Landesausschuss
| Abgeordneter                 | Beruf                                                 | Wahlkörper               | Mandatsdauer |
| ---------------------------- | ----------------------------------------------------- | ------------------------ | ------------ |
| Julius Cramer                | Kreisrichter, Hechingen                               | Stadt Sigmaringen        | 1874–1876    |
| Sebastian Emele              | Oberamtmann, Haigerloch                               | Oberamt Haigerloch       | 1874–1879    |
| Theodor Schmid               | Posthalter, Gammertingen                              | Oberamt Gammertingen     | 1874–1879    |
| Wilhelm Diez                 | Fürstlich Hohenzollernscher Hofkammerrat, Sigmaringen | Fürstenhaus Hohenzollern | 1874–1877    |
| Fidelis Graf                 | Amtsgerichtsrat, Wald                                 | Oberamt Sigmaringen      | 1877–1879    |
| Ludwig Carl August von Godin | Fürstlich Hohenzollernscher Hofkammerrat, Sigmaringen | Fürstenhaus Hohenzollern | 1877–1879    |

Vorsitzender von Kommunallandtag und Landesausschuss war August Alexander Evelt.